# Арсен, Поль
Поль Арсен (фр. Paul Harsin; 21 января 1902, Льеж — 7 ноября 1983, там же) — бельгийский учёный, историк, экономист, социолог, профессор (с 1933), доктор философии и литературы (с 1924), доктор юридических наук (с 1926), доктор социологических наук (с 1926). Председатель Международного комитета исторических наук (1965).

## Биография
В 1925 году окончил факультет политологии государственного университета в Льеже. Затем в 1928—1930 годах работал преподавателем университета Льежа, в 1945—1946 годы — руководил Высшей школой торговли и экономических наук при университете.
С 1953 по 1962 год — председатель Межвузовского центра по истории цен и заработной платы. В 1955—1966 — председатель Бельгийского Национального комитета исторических наук, секретарь Учёного совета Льежского университета (1958—1959).
С 1939 года — член комиссии по истории Национального фонда научных исследований, а с 1965 года — её председатель. Член совета Национального фонда научных исследований (1946—1950).
В 1960—1966 годы — директор Института экономических наук Льежского университета, член Высшего совета статистики королевства (с 1950),
секретарь Международной комиссии по истории и демографии, В 1965 избран председателем Международного комитета исторических наук.

## Научная деятельность
Сфера научных интересов — традиционная и социальная история с учётом человеческого влияния и экономических условий, изучение проблем экономических колебаний, скачков цен и валютных курсов, а также изучение истории меркантилистской доктрины.

## Награды и премии
- 1950 — премия Франки,
- 1947 — Почётный доктор Университета Гренобля 1,
- 1947 — Почётный доктор Университета Лилля,
- 1953 — Почётный доктор Сорбонны